# Glauben
Unter Glauben versteht man ein Fürwahrhalten ohne methodische Begründung. Glauben in diesem Sinne bedeutet, dass ein Sachverhalt für anscheinend (hypothetisch) wahr oder wahrscheinlich gehalten wird. Darin unterscheidet sich „Glauben“ im weiteren Sinne einerseits vom religiösen Glauben im engeren Sinne, indem der religiöse Glaube auf dem Vertrauen auf Autorität oder Überlieferung beruht und die absolute Wahrheit des Glaubensinhalts (z. B. der Existenz Gottes) unterstellt; andererseits unterscheidet sich Glauben von Wissen, dessen Gegenstand als wahre und gerechtfertigte Tatsache verstanden werden kann.
Demgegenüber steht die „bloße“ Meinung, der sowohl subjektiv als auch objektiv eine hinreichende Begründung fehlt. (In der Erkenntnistheorie werden Meinung und Glauben jedoch auch bedeutungsgleich verwendet.)
Glauben im alltäglichen Sprachgebrauch ist also eine Vermutung oder Hypothese, welche die Wahrheit des vermuteten Sachverhalts zwar annimmt, aber zugleich die Möglichkeit einer Widerlegung offenlässt, falls sich die Vermutung durch Tatsachen oder neue Erkenntnisse als ungerechtfertigt herausstellen sollte. Wird diese Möglichkeit aufgrund eines gesteigerten Grades an subjektiver Gewissheit kaum noch zugelassen, spricht man von einer Überzeugung. 
Das Verb „glauben“ kann jedoch in unterschiedlichen Zusammenhängen unterschiedlich verwendet werden, etwa (in Bezug auf Personen) in der Bedeutung von „jemandem vertrauen“ oder auch in juristischen Kontexten.

## Etymologie
Das Wort glauben kommt von mittelhochdeutsch gelouben, althochdeutsch gilouben ‚für lieb halten‘, ‚gutheißen‘ und geht mit den verwandten Wörtern Lob und lieb u. a. auf die indogermanische Wurzel *leubh zurück. Der gleichen etymologischen Wortfamilie gehören aus anderen Sprachen auch englisch be-lieve ‚glauben‘, lateinisch libet ‚es beliebt‘, ‚ist gefällig‘ libīdo ‚Begierde‘. Ferner gingen aus der Wurzel auch die präfigierten deutschen Wörter geloben, verloben, erlauben, Urlaub und Gelöbnis hervor.

## Philosophie
Im philosophischen und speziell erkenntnistheoretischen Sinn bedeutet Glauben ein Fürwahrhalten eigener Wahrnehmungen, Überzeugungen (Glaube, Dogma, Paradigma) und Schlussfolgerungen, die hier jedoch nicht zwingend logisch sein müssen. Dieses Fürwahrhalten bedarf nicht zwingend objektiver Begründung und kann subjektiv sein.
1962 untersuchte Jaakko Hintikka die logischen Strukturen von Glaubens- und Wissensäußerungen in seinem Werk Knowledge and Belief und begründete damit einen neuen Zweig der philosophischen Logik; die epistemische Logik, in der Wissen und Glauben in ihren reinen Formen als sich ausschließende Gegensätze gegenübergestellt sind.
Lange Zeit nahm man an, dass gerechtfertigter wahrer Glaube Wissen sei (Glaubenswissen, GWG-Behauptung). Edmund Gettier gab dazu Gegenbeispiele an, die zeigten, dass zum Wissen gerechtfertigter wahrer Glaube nicht ausreicht (Gettier-Problem).

## Glauben mit Sachbezug
Im alltäglichen Sprachgebrauch beschreibt das Verb glauben die im Rahmen von Unsicherheit festgestellte Erwartung bezüglich irgendwelcher Tatsachen oder Zusammenhänge. Etwa: „Ich glaube, dass morgen die Sonne scheinen wird“ oder „Ich glaube, es geht hier entlang und nicht dort.“ Im Unterschied zur Wortverwendung im religiösen Kontext ist „glauben“ mit Sachbezug immer auch dem Irrtum unterworfen, kann also durch Tatsachen oder neue Erkenntnisse widerlegt und korrigiert werden. Im Satz „Ich glaube, dass es regnen wird“ wird also die Möglichkeit zugelassen, dass sich diese Vermutung auch nicht bestätigt. In solchem Glauben im alltäglichen Sinne drückt sich also die Meinung aus: „Vielleicht ist es wahr bzw. wird es wahr, vielleicht auch nicht.“ Glauben bedeutet hier auch „meinen“ oder „vermuten“.
Der Glaube kann dabei plausibel und pragmatisch sein, zum Beispiel „Ich glaube, dass ich kein Gehirn in einem Glas bin und dass die Umwelt, die ich sehe, real ist.“
In aller Regel bedeutet glauben, etwas Fürwahrhalten auf Grund eines glaubwürdigen Zeugen oder einer glaubwürdigen Informationsquelle. Auch kann das Fürwahrhalten von wissenschaftlichen Theorien, die nicht verifiziert wurden bzw. werden können, als Glauben verstanden werden. Dies ist etwa bei wissenschaftlichen Hypothesen der Fall. Glauben in diesem Sinne impliziert stets das Fehlen einer akzeptierten Rechtfertigung oder das Fehlen eines Beweises. Wird diese Rechtfertigung oder dieser Beweis später möglich, etwa indem neue Tatsachen oder Erkenntnisse die Rechtfertigung oder den Beweis ermöglichen, kann das hypothetische Glauben an die Wahrheit eines Sachverhalts zum Wissen werden.

## Glauben mit Personenbezug
Glauben findet sich im alltäglichen Sprachgebrauch auch in anderer Bedeutung als im Sinne von „meinen“ und „vermuten“ wieder, beispielsweise Sätzen wie: „Ich glaube dir.“, „Ich glaube an die Liebe zwischen uns.“ Ein solches Glauben ist hier nicht so sehr ein Vermuten über Sachverhalte, sondern drückt primär eine zwischenmenschliche Beziehung aus, in der sich eine Person vom Geglaubten her leiten lässt. Glauben wird hier in der Bedeutung von „vertrauen“ verwendet. In Sätzen wie „Ich glaube dir“ kann jedoch auch zum Ausdruck gebracht werden, dass man eine Meinung der angesprochenen Person übernimmt (ihr also vertraut), ohne diese Meinung jedoch selbst überprüft zu haben.
„Glaube“ in diesem rein menschlichen Sinn bezeichnet den Bewusstseins-Akt des Vertrauens (Vertrauensglaube) mit dem dazugehörenden vertrauenden Handlungs-Akt (Tatglaube), dass das Geglaubte eine Möglichkeit ist, die Realität werden kann oder eine noch nicht erfahrbare Realität ist, so dass so gehandelt wird, dass das Geglaubte Realität werden kann oder als ob das Geglaubte schon erfahrbare Realität sei. Andernfalls wäre der Glaube nur ein Pseudo-Glaube bzw. das Vertrauen nur ein Pseudo-Vertrauen.
Anders formuliert ist der Glaube, in einem engen Zusammenhang mit dem Vertrauen oder dem „vertrauen können“ zu sehen. Diese Form von Glauben kann daher mit einer Aufhebung der alleinigen Verantwortung einhergehen, die sich aus dem angenommenen Glauben nährt und dadurch das eigene Handeln rechtfertigt.

## Rechtlich
In manchen Gesetzen kommt der Begriff „Glauben“ bzw. „guter Glaube“ vor, z. B. im § 8 des deutschen Patentgesetzes. Dies unterstellt der Partei eine begründete Annahme, die nicht durch besseres Wissen oder stark begründete Zweifel verworfen wird. So kann von der Korrektheit einer Produktbeschreibung in gutem Glauben ausgegangen werden, da diese ja durch gesetzliche Anforderungen korrekt sein muss.
Ein anderes Beispiel stellt der gutgläubige Eigentumserwerb in § 932 des BGB dar. Nach dieser Rechtsnorm ist es prinzipiell möglich, dass eine Partei Eigentum an einer Sache erwerben kann, obwohl der Veräußerer gar nicht Eigentümer war. Eine der Voraussetzungen hierfür ist, dass der Erwerber aus gutem Grund geglaubt hat, dass dem Veräußerer die Sache gehört hat.